# Centerville (Ohio)
Centerville è una città degli Stati Uniti d'America, situata nello Stato dell'Ohio, nella contea di Montgomery e in una piccola porzione nella contea di Greene. La città fa parte dell'area metropolitana di Dayton.